# Ancylodinia rectilineela
Ancylodinia rectilineela är en fjärilsart som beskrevs av Joannis 1913. Ancylodinia rectilineela ingår i släktet Ancylodinia och familjen mott. Inga underarter finns listade i Catalogue of Life.